# فاتح مبين (صاروخ)
فاتح مبين هو صاروخ باليستي قصير المدى إيراني يعمل بالدفع الصلب على مرحلة واحدة يعمل بالأشعة تحت الحمراء مزدوج سطح-سطح ومضاد للسفن. تم الكشف عنه لأول مرة في عرض عسكري في طهران في 13 أغسطس 2018 بعد يومين من إعلان وسائل الإعلام الأمريكية عنه. وهو نسخة مطورة من فاتح 110 بتوجيهات أفضل. يخطط الإيرانيون لاستخدام أنظمة التوجيه الخاصة بهم في صاروخ ذو الفقار والتي تشير بعض المصادر إلى أن لديه نظام توجيه ضعيف.

## مواصفات
على حد تعبير وزير الدفاع الإيراني أمير حاتمي، فإن الصاروخ محلي بحت، ولا يمكن ملاحظته ودقيق التوجيه. يُعتقد أن الصاروخ هو أحد إصدارات فاتح 110 مع نظام توجيه أفضل فقط ونفس المدى من 200-300 كم. من المحتمل أن يكون للصاروخ توجيه طرفي من خلال التصوير بالأشعة تحت الحمراء والذي يفسر مخروط أنفه. يبلغ طول الصاروخ 9 أمتار فقط مما يعني أنه يمكن تحميلها في حاويات بحرية ليتم إطلاقها من المنصات البحرية.